# Kilkenny (cheval, 1957)
Pour les articles homonymes, voir Kilkenny (homonymie) et Kilkenny (cheval).
Kilkenny (né en 1957) est un cheval qui a principalement concouru en concours complet.

## Carrière en compétition
Kilkenny a été nommé d'après la région dans laquelle il a été élevé – le Comté de Kilkenny, en Irlande. Son éleveur est William Dempsey de Ballyhale. Kilkenny a d'abord été monté par un cavalier Irlandais, Tommy Brennan, avec qui il a participé au Badminton Horse Trials de 1964 et aux Jeux olympiques de la même année à Tokyo. En 1965, il retourne brièvement au saut d'obstacles et devient membre de l'équipe irlandaise de CSO, notamment pour une compétition à Rotterdam. Il est de nouveau monté en 1966 dans le Badminton Horse Trials, puis au Championnat du Monde de concours complet à Burghley, où il remporte la médaille d'or par équipe. Wofford a vu ce cheval au Championnat du monde et a été impressionné par son courage. Sa mère a acheté Kilkenny en hiver, et l'a confié à Wofford.
Avec Wofford, Kilkenny continué à avoir beaucoup de succès, gagnant la médaille d'or par équipe lors des Jeux panaméricains et finissant 4e en individuel. En 1968, le couple courtà Badminton pour la troisième fois, finissant 13e. Quelques mois plus tard, ils terminent 8e au Championnat Canadien, avant les Jeux olympiques de 1968.
Les jeux Olympiques sont un succès, avec une médaille d'argent par équipe pour les Américains. Cependant, une casse de fer dans le saut d'obstacles entraîne une chute, et, ils terminent sixièmes.
La paire a continué la compétition, se plaçant 3e en 1969 au Championnat USET et remporteantla médaille de bronze aux Championnats du monde de Puncheston en 1970. En 1971, Kilkenny fini troisième du championnat canadien, et termine sa carrière en compétition aux Jeux olympiques de 1972, avec une médaille d'argent en équipe.
Après ses troisièmes jeux Olympiques, Kilkenny est mis à la retraite à Ledyard. Il continue toutefois à pratiquer la chasse au renard avec Wofford pendant 6 ans.

## Palmarès
- L'un des trois seuls chevaux (y compris The Grasshopper et Paket) à participer à trois éditions des jeux Olympiques
- Gagnant de 2 médailles d'or par équipe, 2 médailles d'argent par équipe, 1 médaille de bronze individuelle, et un Championnat national
- Ont concouru dans 4 CCI***s et 9 CCI****s
- L'un des cinq chevaux de concours complet à avoir participé à six ou plus CCIOs, en plus de The Grasshopper, The Poacher, Random Light, et Priceless.
- Au 3e CCIO****s, a terminé avec le meilleur temps au cross-country (y compris les jeux Olympiques de 1968, où il a terminé avec 30 secondes d'avance sur le deuxième plus rapide)
- Termine chaque CCI qu'il a commencé